# آر. هوارد
آر. هوارد (1780 بإنجلترا في المملكة المتحدة - ) (بالإنجليزية: R. Howard)‏ هو لاعب كريكت بريطاني.